# August Burchard (Mediziner, 1800)
Johann August Burchard (latinisiert Joannes Augustus Burchard; * 24. Juni 1800 in Kopanice in Posen; † 11. Juli 1866) war ein deutscher Mediziner, Gynäkologe, Universitätsprofessor und Direktor des Hebammen-Instituts in Breslau.

## Leben
August Burchard war der Sohn eines Regierungsinspektors und der ältere Bruder des in Posen geborenen Mediziners Friedrich Leopold Burchard.
1824 legte er an der Universität Breslau eine medizinische Dissertation ab unter dem lateinischen Titel De evolutionum et involutionum organismi humani phaenomenis, tum physiologicis tum pathologicis.
1839 erhielt er als „Sekundair-Arzt“ an der „[...] geburtshülflichen Klinik“ den Titel eines Königlich Preußischen Hofrates.
Am 15. Oktober 1853 wurde Johann August Burchard, der mittlerweile auch als Privatdozent der Medizin und der Geburtshilfe an der Universität Breslau unterrichtete, als Mitglied in die Deutsche Akademie der Naturforscher Leopoldina aufgenommen.

## Schriften
- Joannes Augustus Burchard: De evolutionum et involutionum organismi humani phaenomenis, tum physiologicis tum pathologicis, Dissertation 1824 an der Universität Breslau, Vratislaviae: Kupferianis, 1824 BSB digital
- Joannes Augustus Burchard: Eliae Henschel, medicinae et chirurgiae doctori. Ex officina Friedlaenderi, Vratislaviae 1837 Archive
- Beobachtungen und Erfahrungen aus dem Gebiete der Gynäkologie und Pädiatrik. Bei der Akademie eingegangen den 3. November 1853. Mit drei Tafeln, von Dr. August Burchard in Breslau. M.d.A.d.N. In: Nova acta Academiae Caesareae Leopoldino-Carolinae Germanicae Naturae Curiosorum, Bd. 24, 2.1854 (= Bd. 16, 2.1854, S. [549]-574), Bl. XXV-XXVII, Halle (Saale), 1854 Archive